# Piwniczna (gromada)
Piwniczna – dawna gromada, czyli najmniejsza jednostka podziału terytorialnego Polskiej Rzeczypospolitej Ludowej w latach 1954–1972.
Gromady, z gromadzkimi radami narodowymi (GRN) jako organami władzy najniższego stopnia na wsi, funkcjonowały od reformy reorganizującej administrację wiejską przeprowadzonej jesienią 1954 do momentu ich zniesienia z dniem 1 stycznia 1973, tym samym wypierając organizację gminną w latach 1954–1972.
Gromadę Piwniczna z siedzibą GRN w mieście Piwniczna utworzono – jako jedną z 8759 gromad na obszarze Polski – w powiecie nowosądeckim w woj. krakowskim, na mocy uchwały nr 26/IV/54 WRN w Krakowie z dnia 6 października 1954. W skład jednostki weszły obszary dotychczasowych gromad Kokuszka i Młodów ze zniesionej gminy Piwniczna oraz obszar miejscowości Głębokie wyłącznej z Piwnicznej, w tymże powiecie. Dla gromady ustalono 10 członków gromadzkiej rady narodowej.
31 grudnia 1961 do gromady Piwniczna przyłączono obszar zniesionej gromady Łomnica Zdrój.
Gromada przetrwała do końca 1972 roku, czyli do kolejnej reformy gminnej. Z dniem 1 stycznia 1973 roku reaktywowano gminę Piwniczna.